# لغات نا-ديني
نا-ديني هي عائلة من اللغات الأمريكية التي تضم ما لا يقل عن اللغات أثاب اسكان، إياك، و لغات التلينجيت. تم إدراج لغة الهيدا سابقًا، لكنها تعتبر الآن مشكوكًا فيها. إلى حد بعيد ، لغة نا-ديني الأكثر انتشارًا هي لغة نافاهو.
في فبراير 2008، تم نشر اقتراح يربط نا-ديني (باستثناء هيدا) باللغات ينيسية في وسط سيبيريا بعائلة دني ينيسيان وحظي بقبول جيد من قبل عدد من اللغويين. تم اقتراح في ورقة عام 2014 أن لغات نا-ديني في أمريكا الشمالية ولغات ينيسية في سيبيريا لها أصل مشترك في لغة منطوقة في بيرنجيا، بين القارتين.